# تحقيق صحفي

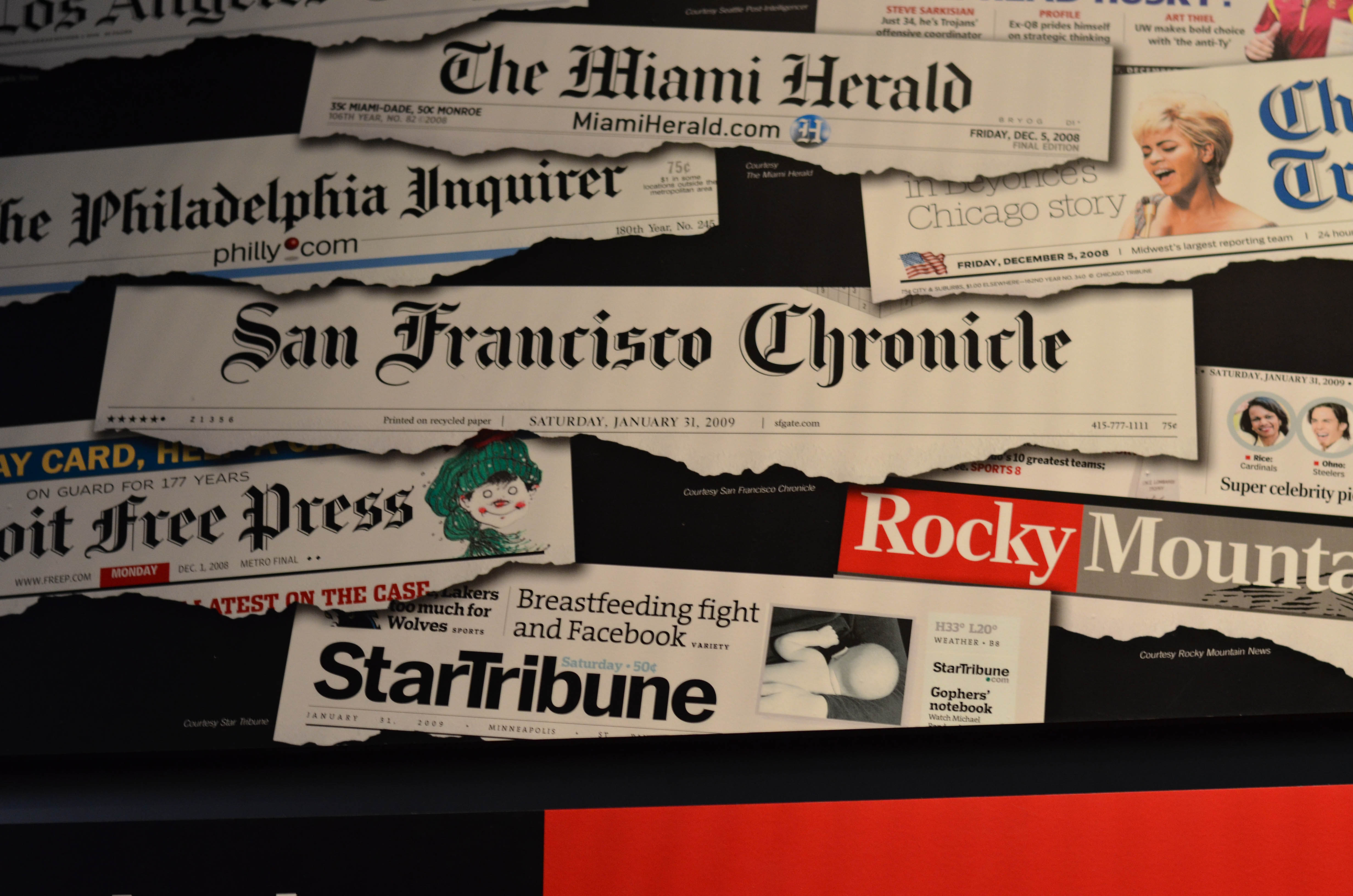
المقالات الصحفية السائدة التي تساهم في الأخبار الصعبة والناعمة. كل لأغراض إعلامية وترفيهية

التحقيق الصحفي واحد من أهم الفنون الصحفية، يضم عدة فنون تحريرية، وهو عملية استتقصاء وتحري عن موضوع معين، والفرق بينه وبين الريبورتاج الصحفي أنّ الريبورتاج لابد أن يكون فيلم وثائقي وأما التحقيق فيمكن أن يكون مكتوبا فقط أو فيلما مصورا.
يهدف التحقيق الصحفي إلى معرفة الأسباب، كما أنه يبحث عن العلة والمشكلة أو المشاكل مع بيان طرق العلاج إذا كان الأمر يحتاج إلي علاج، فالتحقيق الصحفي، هو نوع من البحث والدراسة.
يذكر أن التحقيق الصحفي أهم بكثير من الحديث الصحفي لأنه يستلزم ثقافة واسعة وخبرة صحفية طويلة ويمهد كبير بينما لا يحتاج الحديث إلى كل هذا.
يعرض الباحثون الفرق بين الخبر الصحفي مثلا وبين التحقيق أن الخبر يتعلق بخمس أسئلة معروفة من وماذا ومتى وأين وكيف، والتحقيق الصحفي يتعلق بواحد فقط هو " لماذا "، والخبر يعرض للمادة أو الواقعة وبين الظروف التي اكتنفتها والمكان الذي وقعت فيه الأشخاص الذين اشتركوا فيما وما إلى ذلك، أما التحقيق فيحاول الشرح والتعليق ويوضح كافة الأسباب ويفسر الحادث كله تفسيرا يقوم على علم النفس وشيء من الأخلاق.

## أصل الكلمة والمعنى
كلمة تحقيق تم استعارتها باللغة الفرنسية من لغة القضاء، ولها معان ثلاثة:
- المعنى الأول: سلسلة من الأحداث الصحفية، مركبة داخل المقال نفسه، أو مجموعة من المقالات.
- المعني الثاني: مقال أو سلسلة من المقالات الإعلامية تتناول موضوعات، سياسية، واقتصادية واجتماعية، أجريت ابتداء من توثيق مكتوب ولدى أصحاب العلاقة أنفسهم من أجل الوصول إلي نتيجة مقنعة.
- المعنى الثالث : دراسة مشكلة اجتماعية بواسطة استبيان يتم عن طريق أخذ عينة مناسبة من الجمهور.

ويقابل الكلمة بالإنجليزية معنى التحري ولها معنيان:
- المعنى الأول: طلب معلومات
- المعنى الثاني: تحري منظم أو استطلاع لموضوع ذي اهتمام عام، ويعني التحري أو البحث أو الدراسة العميقة أو جميعهم ويعتني بهم وبدقة في موضوع ما.

في النهاية يصبح التحقيق هو التحري والبحث والاستقصاء في واقعة أو حادثة أو قضية ومعرفة الأسباب والدوافع حولهما، والاستماع إلي كل الآراء في هذه الواقعة أو الحادثة أو القصة محور التحقيق وقد يصل المحقق إلي إصدار الحكم في النهاية، وقد يكتفي بعرض جوانب الواقعة أو الحادثة أو القضية فقط.

## أشكال التحقيق الصحفي
يتخذ التحقيق الصحفي ثلاثة أشكال هي:
1. تحقيق صحفي طويل مفصل: ويعتمد على الكلمة والمواد المصورة كعامل مساعد، أي أن الكلمة هنا هي الأساس، ويعدها المواد المصورة.
2. التحقيق الصحفي المرسوم: هو الذي يقوم فيه المحرر بالاستعانة برسام الصحيفة حيث يتم توزيع المادة التحريرية تحت الرسوم، وهذا النوع كما تذكر كتب الصحافة قليل الاستخدام.
3. التحقيق الصحفي المصـور: (التقرير المصور، ريبورتاج مصور، استطلاع مصور) ويعتمد في عرض موضوعه على المواد المصورة، خاصة الصور الفوتوغرافية والكلمة أو المتن، كعامل مساعد.

ويتفرع من هذه الأشكال عدة أنواع:
- تحقيق الخلفية

تحقيق يستهدف شرح وتحليل الأحداث والكشف عن أبعادها ودلالاتها، فهو تحقيق يبحث عما وراء الخبر.
- تحقيق البحث أو التحري

المحرر في هذا النوع أشبه برجل المباحث الذي يتولى مسئوليته، في فك الألغاز والبحث عن الأسرار التي تكشف غموض الأحداث، وتهدف إلى الوصول للحقيقة.
- تحقيق الاستعلام

يلعب هذا النوع من التحقيق دوراً كبيراً في تشكيل الرأي العام، حيث يهتم بجمع كل التفاصيل المتعلقة بقضية ما تهم الناس ويلقي الضوء عليها من جميع جوانبها.
- تحقيق التوقع

هذا النوع لا يكتفي بوصف الوقائع أو الظواهر أو المشاكل، وكيف وقعت، ولكنه يهتم بتطور الأحداث، وما يمكن أن تسفر عنه في المستقبل.
- تحقيق الهروب

وهو من أخطر أنواع التحقيقات إذا ما تم استغلاله لإلهاء الناس وإبعادهم عن التفكير في مشاكلهم أو قضاياهم فهو يشد القارئ بعيداً عن مشاكله اليومية، ويهرب به عن اهتماماته السياسية ليقدم له الجوانب الطريفة والمسلية والممتعة في الحياة مثل الرحلات والأحداث الغربية، والموضوعات التي تدور عن نجوم الفن والمجتمع.

## خطوات التحقيق الصحفي
يرى خبير الإعلام والإعلان جلال الخوالدة أن خطوات إجراء التحقيق الصحفي هي:
1. اختيار الفكرة.
2. تخطيط لإجراء التحقيق
3. تنفيذ التحقيق.
4. كتابة وتحرير التحقيق
5. اختيار الصور وكتابة تعليق عنها.

وترى الإعلامية هيلين باترسون، أنه يجب بوضع خطوات الحصول على التحقيق الصحفي في نقاط ووزنها وزن نسبيا مئويا، وذلك كما يلي :
1. جمع الحقائق اللازمة، لكتابة التحقيق.
2. جمع الأحاديث اللازمة له أيضا.
3. جمع ووضع الخطة التي يكتب بها الموضوع.
4. التكفير في الأسلوب المجتمع الجذاب الذي يكتب به.
5. مطابقة التحقيق لسياسة الصحيفة.

ويحدد الأستاذ عبد اللطيف حمزة ، خطوات كتابة التحقيق الصحفي فيما يلي:
1. العناية بالعنوان: لا تقل عن العناية بالصور المصاحبة، كذلك العناية بالعناوين الصغيرة، ويجب أن تكون زاخرة بالحياة، وقادرة على التعبير ومليئة بالتعبير.
2. المدخـل :الذي يثير اهتمام الراء، ويعتبر حافزا لهم على الاستمرار.
3. المعلومات: الجديدة، والأخبار المثيرة، لكسب ثقة القارئ وإسعاده.
4. العناية التامة: بإيراد الأمثلة والشواهد، والبعد عن المبالغة والتهويل والربط بين أجـزاء التحقيق الصحفي.

بحيث لا تكون المقدمة، أطول من صلب الموضوع، أو تكون أقل مما يلزم الإقناع، والاحتفاظ باهتمام القارئ، وبما فيهم من غرائز حب الاستطلاع، والاعتماد على العلوم الإنسانية من علم وأخلاق واجتماع من حيث اختيار الصور وكتابة التعليق عنها.

## اقرأ أيضا
- تقرير صحفي
- مراسل
- جواز صحفي
- دبلوم صحافة
- عقيدة الصحفي
- صحافة
- أخلاقيات الصحافة
- صحافة مستقلة
- امتيازات المراسل الصحفي

## روابط خارجية
- مفهوم التحقيق الصحفي
- أساليب التحقيق الصحفي (السلطة الرابعة)
- التحقيق الصحفي (دروس في التحرير الصحفي)
- ما الفرق بين التحقيق والتقرير الصحفي ؟ (مدرسة الصحافة)